# Hiroshi Saeki
Hiroshi Saeki (Prefectura d'Hiroshima, Japó, 26 de maig de 1936), és un exfutbolista japonès.

## Selecció japonesa
Hiroshi Saeki va disputar 4 partits amb la selecció japonesa.